# Lispocephala silvicola
Lispocephala silvicola är en tvåvingeart som beskrevs av Hardy 1981. Lispocephala silvicola ingår i släktet Lispocephala och familjen husflugor. Inga underarter finns listade i Catalogue of Life.